# Kupfergrube Justenberg
Die Kupfergrube Justenberg am gleichnamigen Berg bei Hagen (heute Teil der Stadt Sundern im Hochsauerlandkreis) war ein frühneuzeitlicher vermutlich bis ins Mittelalter zurückreichender Bergbaubetrieb.

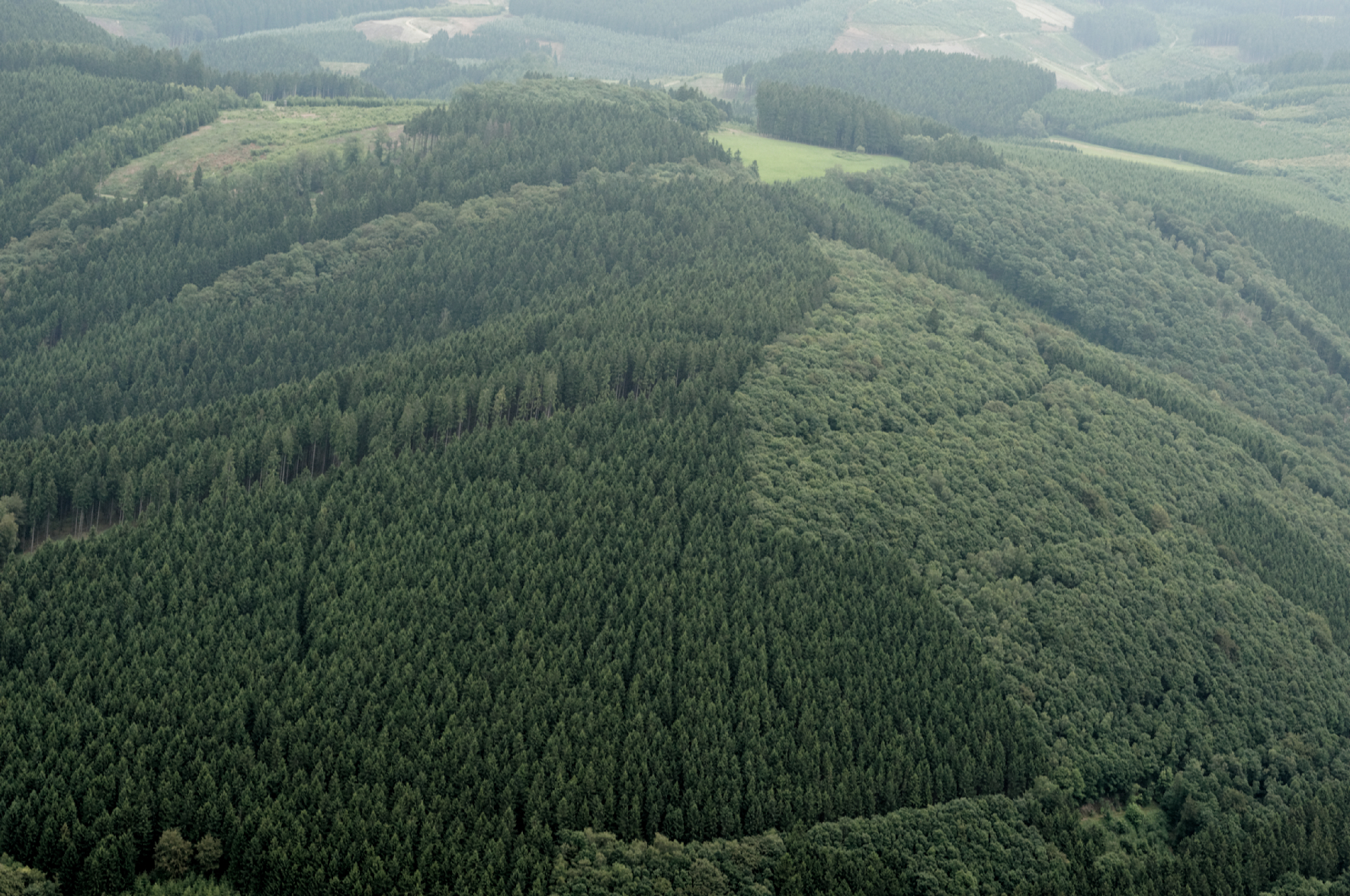
Luftbild des Justenberg (2014)

## Geschichte
Der Beginn des Bergbaus auf dem Justenberg bei Hagen ist unklar. Auf der Berghöhe finden sich Pingenfelder, die wahrscheinlich bis in das Mittelalter zurückreichen. Auf dem Berg wurden die Vorkommen zunächst durch Pingen und Schächte erschlossen, ehe man zum Stollenbau überging. Daher sind unterhalb des Bereichs mit den Pingen zwei Mundlöcher von Stollen sichtbar. Weitere noch erkennbare Stollen stammen vom Bergbau des 19. und 20. Jahrhunderts.
Nach der Beschreibung des Oberbergamt Bonn kommen die auf Kupferkies und Buntkupfererz bestehenden Erze gangartig im Lenneschiefer vor.
Schriftlich erwähnt wurde der Kupferbergbau am Justenberg erst 1664 in einer Quartalsabrechnung für die Zeit von November 1664 bis Februar 1665. Damals war die Grube bereits ein kurfürstliches Kupferbergwerk. Dieses unterstand dem kurfürstlichen Bergmeister Christoph Frantze. Die Belegschaft bestand zu dieser Zeit nur aus einem Steiger und drei Bergleuten. Die Bergleute stammten aus Silbach.
Die Quelle gibt offenbar keine Zeit des Abbaus, sondern eine Phase des Stollenbaus wieder, war doch häufig von der Schärfung der Bohrer die Rede. In dem Bericht des Bergmeisters Engelhardt aus dem Jahr 1668 hieß es: „Das kupfer bergwerck bey der freyheit Hagen der Gusenberg genandt kann nicht bearbeitet werden, bis ein dieffer Stollen hinein gebauet wird.“
Die Aufzeichnungen sind so sauber, dass sie nicht von einem Bergmann stammen können. Es muss sich ein kurfürstlicher Funktionsträger zu dieser Zeit am Justenberg aufgehalten haben. Die Bezahlung der Bergleute erfolgte im Schichtlohn und nicht wie sonst üblich als Gedinge. Der Wochenlohn betrug für den Ortsältesten 54 Silbergroschen, für den Hauer 45 Silbergroschen, für den Schlepper 36 Silbergroschen.
Wie lange der landesherrliche Betrieb zurückreicht und ob er gar eine bis ins Mittelalter reichende Tradition aufweist, muss ohne Quellen unklar bleiben. Es gibt die Hypothese, dass die Gründung der Freiheit Hagen im 13. Jahrhundert auf das montangewerbliche Interesse der Grafen von Arnsberg zurückgeht.
Die Versuche des 17. Jahrhunderts den Bergbau am Justenberg langfristig wieder in Schwung zu bringen, hatte keinen Erfolg. Erst seit der Mitte des 18. Jahrhunderts änderte sich dies. Teile des Bergbaus am Justenberg gehörten dem Haus Fürstenberg andere dem Haus Plettenberg-Lenhausen. Dieses ließ 1748 zwei Bergwerke anlegen. Johann Theodor Möller war im Besitz einer Grube bei Hagen, wahrscheinlich ebenfalls am Justenberg. Diese diente der Versorgung seines Kupferhammers in Warstein. Allerdings kam es erneut zu einer Unterbrechung des Bergbaus. Aus dem Jahr 1791 wurde gemeldet, dass der Bergbau schon seit langem still stände. Die Familie Arndts hatte 1817 Rechte am Justenberg, hat diese aber nicht genutzt.
Der Bergbau begann 1860 erneut mit einer Mutung durch Anton Hoppe. Im Jahr 1862 wurde eine Gewerkschaft gebildet. Die Anteilseigner stammten überwiegend aus Allendorf und Hagen selbst. Gefördert wurden Kupferkies, Buntkupfererz und gesäuerte Kupfererze. Vor dem Stolleneingang wurde ein Zechengebäude errichtet. Die Belegschaft bestand nur aus zwei Bergleuten, die zunächst mit Aufschlussarbeiten beschäftigt waren. Bis 1868 wurde ein 140 m langer Stollen in den Berg getrieben, ehe 1868 der Bergbau erneut eingestellt wurde.  Allerdings bestand die Gewerkschaft fort. Das Oberbergamt berichtete 1890, dass der Bergbau am Justenberg gänzlich ruhe.
Auch später hat es zumindest noch bergbauliche Bestrebungen gegeben. Von der  Gewerkschaft des Erz- und Kali-Bergwerks Justenberg existieren Kuxscheine aus dem Jahr 1896. Diese war neben Hagen auch in Weetzen und Herne aktiv. Die Gewerkschaft wurde unter der Bezeichnung Gewerkschaft Deutschland (Justenberg) 1943 ein Tochterunternehmen der Kali-Chemi AG mit Sitz in Berlin.